# Haplophthalmus gibbosus
Haplophthalmus gibbosus är en kräftdjursart som beskrevs av Karl Wilhelm Verhoeff1930. Haplophthalmus gibbosus ingår i släktet Haplophthalmus och familjen Trichoniscidae. Inga underarter finns listade i Catalogue of Life.